# Madeleine Lazard
Madeleine Louise Lazard geb. Moisan (* 14. Januar 1921 in Amiens; † 15. Mai 2022 in Les Ulis) war eine französische Romanistin und Literaturwissenschaftlerin.

## Leben
Madeleine Moisan wuchs in Amiens auf, heiratete 1941, bestand 1941 die Licence und ging mit ihrem Mann nach Marokko und Algerien. Bei Louis-Jules Gernet bestand sie die Magisterprüfung in Klassischer Philologie. Sie ging zurück nach Frankreich und bestand 1947 die Agrégation im Fach Lettres (unter dem Namen Quéneau). 1948 heiratete sie Gilbert Lazard, mit dem sie von 1949 bis 1951 in Persien lebte. Von 1957 bis 1969 unterrichtete sie am Lycée Racine in Paris. 1975 habilitierte sie sich an der Sorbonne bei Verdun-Louis Saulnier und war von 1980 bis 1990 Professor an der Universität Paris III (damals im Campus Censier). Ab 1989 war sie Vorsitzende der Société Française d’Etude du Seizième Siècle (SFDES), später der Société Internationale des Amies et Amis de Montaigne. 2002 wurde sie von der Académie française mit dem Prix Monseigneur Marcel ausgezeichnet. Sie war Ehrenbürgerin der Gemeinde Brantôme.

## Veröffentlichungen
- La Comédie humaniste au seizième siècle et ses personnages. PUF, Paris 1978. (Habilitationsschrift)
- Rabelais et la Renaissance. PUF, Paris 1979. (Que sais-je ? 1767)
- Le théâtre en France au XVIe siècle. PUF, Paris 1980.
- (Hrsg.) Autour des «Hymnes» de Ronsard. Études. H. Champion, Paris 1984.
- Images littéraires de la femme à la Renaissance. PUF, Paris 1985.
- (Hrsg. mit Luigia Zilli) Pierre de Larivey: Le laquais. Comédie. Nizet, Paris 1987. (kritische Ausgabe)
- (Hrsg.) Aspects du théâtre populaire en Europe au XVIème siècle. Actes du Colloque de la SFDS 1986. SEDES-CDU, Paris 1990.
- (Hrsg. mit Marie-Madeleine Fragonard) «Les Tragiques» d’Agrippa d’Aubigné. Études. H. Champion, Paris 1990.
- Michel de Montaigne. Fayard, Paris 1992.
- (Hrsg. mit Gilbert Schrenck) Pierre de L’Estoile: Registre-journal du règne de Henri III. 6 Bde. Droz, Genf 1992–2003.
- Rabelais l’humaniste. Hachette, Paris 1993.
- (Hrsg. mit Jean Cubelier de Beynac) Marguerite de France, reine de Navarre, et son temps. Actes du colloque d’Agen, 12–13 octobre 1991. Centre Matteo Bandello, Agen 1994.
- Pierre de Bourdeille, seigneur de Brantôme. Fayard, Paris 1995. Pierre de Bourdeille, seigneur de Brantôme
- Agrippa d’Aubigné. Fayard, Paris 1998.
- Les avenues de fémynie. Les femmes et la Renaissance. Fayard, Paris 2001.
- Rabelais. Hachette, Paris 2002.
- Louise Labé, lyonnaise. Fayard, Paris 2004. Louise Labé
- Colette. Gallimard, Paris 2008. Colette
- Un homme singulier. Charles Baudelaire. Arléa, Paris 2009.
- (Hrsg.) Montaigne et la femme. «Sur des vers de Virgile», chapitre 5 du livre III des «Essais». Arléa, Paris 2010.